# Steinicht (Vogtlandkreis)
Das Naturschutzgebiet Steinicht liegt im Vogtlandkreis in Sachsen. Es erstreckt sich westlich und nordwestlich von Ruppertsgrün, einem Ortsteil der Gemeinde Pöhl, entlang der Weißen Elster. Am südwestlichen Rand des Gebietes verläuft die Landesgrenze zu Thüringen. Westlich – auf thüringischem Gebiet im Landkreis Greiz – schließt sich das 15,7 ha große Naturschutzgebiet Steinicht (Landkreis Greiz) an.

## Bedeutung
Das 73 ha große Gebiet mit der NSG-Nr. C 76 wurde im Jahr 1994 unter Naturschutz gestellt.